# BE Андромеды
BE Андромеды (лат. BE Andromedae), HD 219961 — одиночная переменная звезда в созвездии Андромеды на расстоянии приблизительно 1966 световых лет (около 603 парсеков) от Солнца. Видимая звёздная величина звезды — от +11,9m до +10,2m.

## Характеристики
BE Андромеды — красная пульсирующая полуправильная переменная звезда типа SRB (SRB) спектрального класса M5, или M8, или M9, или Mb. Эффективная температура — около 3298 K.